# Держава (символ)

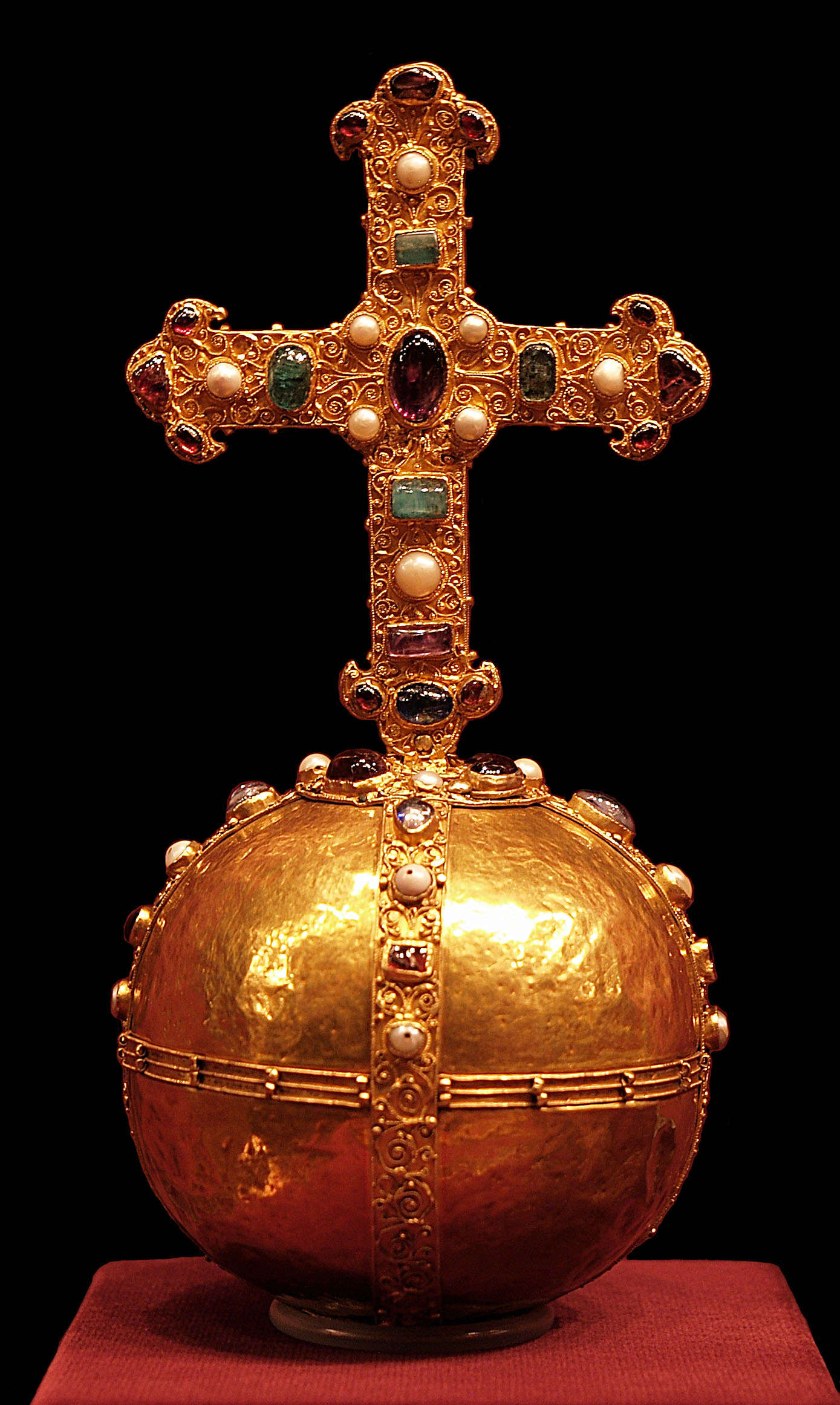
Имперское яблоко (Reichsapfel) в Священной римской империи.

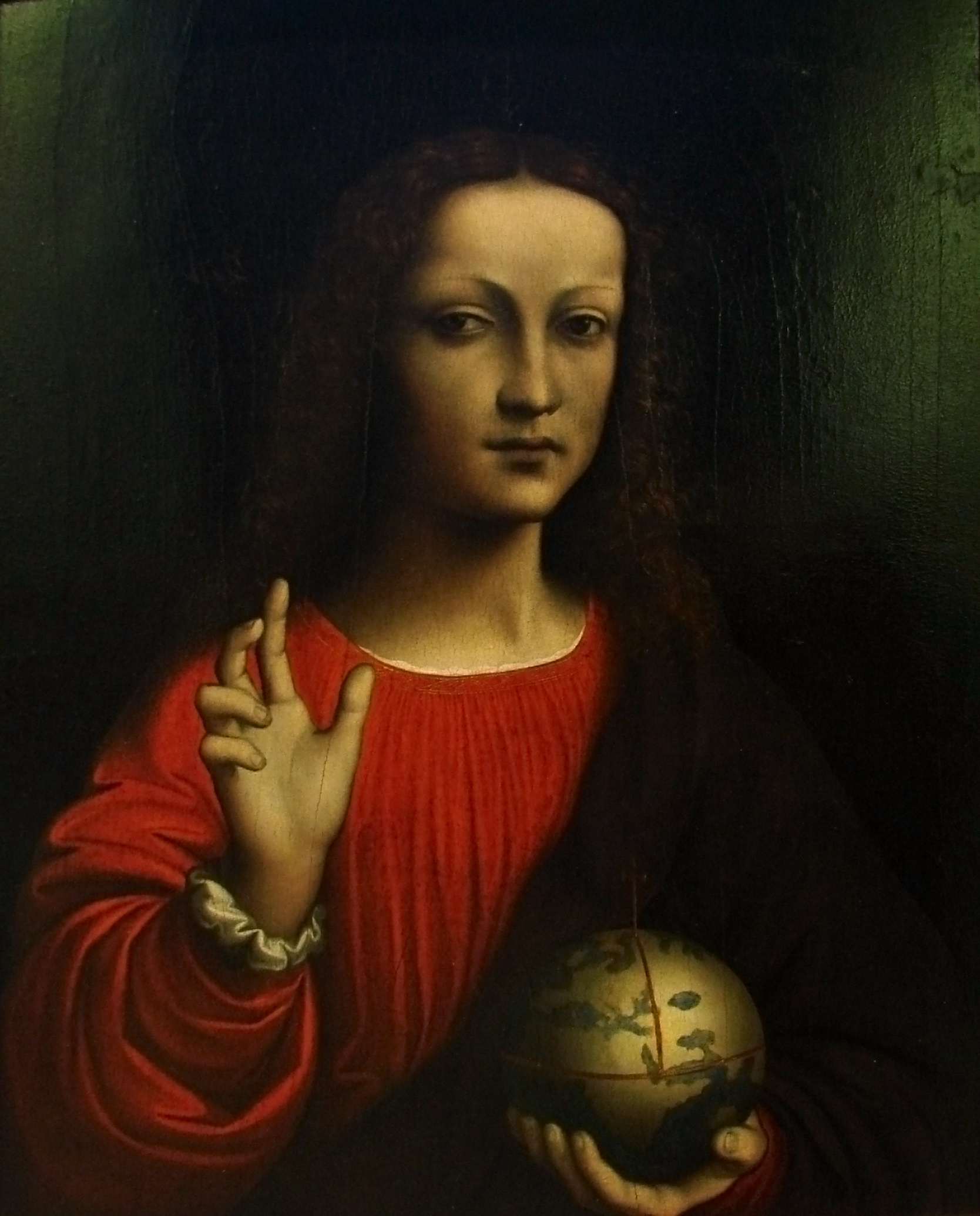
Иисус Христос в иконографии «Спаситель мира» (Salvator mundi) держит державу, которая символизирует земной шар под его властью (видны очертания материков).

Держа́ва (ст.‑слав. дрьжава — власть) — символ (знак) государственной власти монарха, представляющий собой золотой шар с крестом.

## История
Держава или Держа (царское яблоко) одна из регалий (клейно́д), золотой шар с крестом наверху, представляет собой символ владычества над землёй. Шары, имеющие такое значение, встречаются уже на монете римского императора Августа: на одном из них имеются буквы EVR. (Европа), на другом — ASI. (Азия), на третьем — AFR. (Африка). На многих монетах позднейших римских императоров в руке императора имеется шар, часто с изображением богини победы. Позже это изображение было заменено крестом, и в таком виде держава перешла к византийским и германским императорам, а затем и к остальным монархам. В Германии и Австрии именуется «имперским яблоком» (нем. Reichsapfel).
В Россию держава перешла из Польши, где она именовалась jabłko («яблоко») и в старину носила названия: «яблоко царского чина»; в России она называлась яблоко державное, вседержавное или самодержавное и просто яблоко, также держава Российского царствия. Впервые использовалась как символ власти русского царя в 1557 году, в другом источнике указано что при венчании на царство Бориса Годунова прибавлена держава, и при венчании на царство самозванца (авантюриста) Лжедмитрия I в 1605 году.
Держава, которая употреблялась последними русскими императорами, была изготовлена к коронации Екатерины II. Когда государь в царском наряде Большой казны торжественно принимал послов и других важных лиц (сибирского хана, кызылбашских купчин и других), на переднем окне палаты, по левую руку государя, обыкновенно ставился стоянец (подножие), а на нём царское яблоко.
Держава в русской христианской традиции символизирует Царство Небесное. В средневековой живописи и иконописи Иисуса Христа и Бога Отца было принято изображать с державой.

## Исторические реликвии
- Державы России
- Имперская держава — изготовлена в Кёльне около 1200 года. Держава изготовлена из золота, украшена драгоценными камнями и жемчугом. Высота 21 см. Хранится в сокровищнице Хофбургского замка.